# 63e Legerkorps (Wehrmacht)
Het Duitse 63e Legerkorps (Duits: Generalkommando LXIII. Armeekorps) was een Duits legerkorps van de Wehrmacht tijdens de Tweede Wereldoorlog. Het korps kwam alleen in actie aan het westfront.

## Krijgsgeschiedenis

### Oprichting
Het 63e Legerkorps werd opgericht op 14 november 1944 uit Generalkommando Dehner ofwel Korps Dehner aan het Westfront bij het 19e Leger.

### Inzet

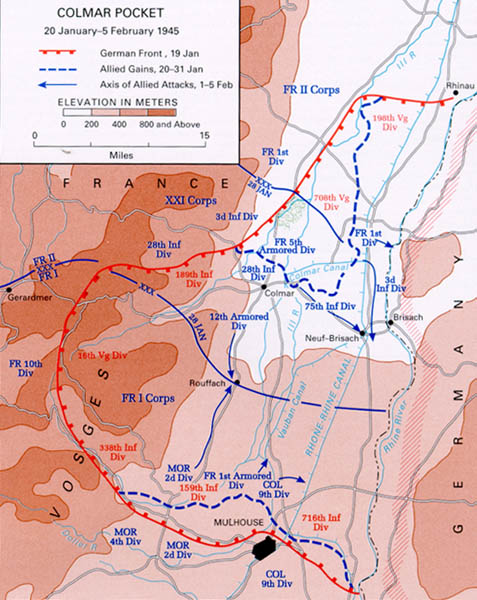
De Colmar-pocket in 1945

Korps Dehner was in de herfst van 1944 gevormd uit de staf van de ”Befehlshabers im Heeresgebiet Südfrankreich”.

Het 63e Legerkorps was in eerste instantie ingezet langs de Frans-Zwitserse grens in de Elzas. Op 15 november beschikte het korps over de 159e en 189e en 338e Infanteriedivisies. Door het november-offensief van het 1e Franse Leger van 14 tot 25 november, werd het korps de Colmar pocket ingedreven (en verloor daarbij alleen al aan gevangenen 5000 man), en verdedigde vervolgens de zuidkant van de “zak”. De volgende 2 maanden bleef het front van het korps redelijk rustig. Van 20 januari tot 9 februari 1945 nam het korps deel aan de verdediging van de Zak van Colmar tegen het offensief van het 1e Franse Leger. Op 20 januari had het korps hiervoor de beschikking over de 338e, 159e en 716e Infanteriedivisies. Het korps verdedigde taai, maar moest langzaam terrein prijsgeven. Op 9 februari bliezen de Duitsers de laatste brug over de Rijn op, bij Chalampé. Vervolgens werd het korps naar het noorden getransporteerd en eind februari 1945 in het front bij Venlo geschoven. De geallieerde aanvallen Operatie Veritable (8 februari) en Operatie Grenade (23 februari) werden resp. ten noorden en ten zuiden van het korps ingezet. Dus het korps werd niet direct aangevallen. Maar moest wel terugtrekken richting de Rijn om niet omsingeld te raken. Op 5 maart was het korps teruggetrokken achter de Rijn, en de frontlijn liep van Orsoy tot Uerdingen. Op 24 maart vielen de geallieerden aan over de Rijn in Operatie Plunder. In eerste instantie werd het korps niet aangevallen, maar vanaf 26 maart was ook het korps aan de beurt en werd weggedrukt richting Essen. Intussen hadden de 1e en 9e US Legers de omsingeling van het Ruhrgebied op 4 april voltooid. Het korps verdedigde de noord-west hoek van deze Ruhrpocket, die nu langzaam werd ingedrukt. Op 12 april was het korps tot de zuidoever van de Ruhr teruggedrongen. Zes dagen later hield alle tegenstand in de Ruhrpocket op.
Het 63e Legerkorps capituleerde op 18 april 1945 in de Ruhr-pocket, oostelijk van Düsseldorf.

## Bovenliggende bevelslagen
| Leger                        | Legergroep             | Plaats/regio      | Begin              | Eind                 |
| ---------------------------- | ---------------------- | ----------------- | ------------------ | -------------------- |
| 19. Armee                    | Heeresgruppe G         | boven-Rijn, Elzas | 14 november 1944   | december 1944        |
| 19. Armee                    | Heeresgruppe Oberrhein | boven-Rijn, Elzas | januari 1945       | midden februari 1945 |
| 1. Fallschirm-Armee          | Heeresgruppe H         | beneden-Rijn      | eind februari 1945 | 31 maart 1945        |
| direct onder bevel           | Heeresgruppe B         | beneden-Rijn      | 1 april 1945       | 9 april 1945         |
| Armee-Abteilung von Lüttwitz | Heeresgruppe B         | beneden-Rijn      | 10 april 1945      | 18 april 1945        |

## Commandanten

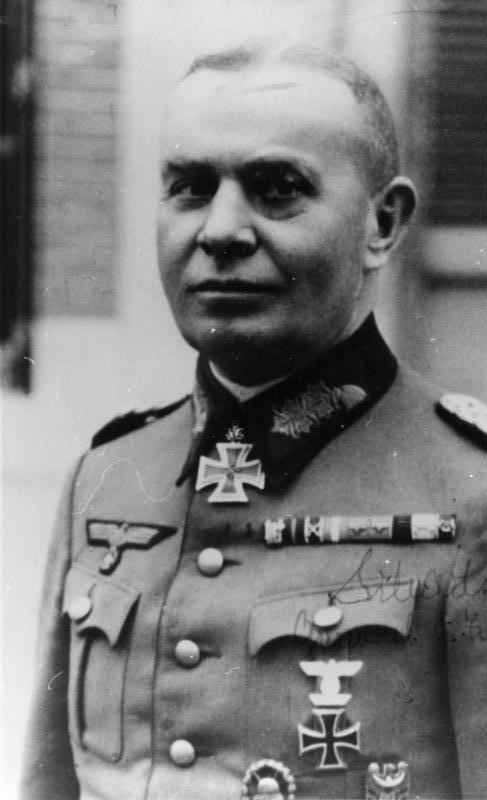
Generalleutnant Friedrich-August Schack

| Rang                                                        | Naam                    | Begin            | Eind             |
| ----------------------------------------------------------- | ----------------------- | ---------------- | ---------------- |
| Generalleutnant                                             | Ernst Dehner            | 14 november 1944 | 17 november 1944 |
| General der Infanterie                                      | Gustav Höhne            | 18 november 1944 | niet doorgevoerd |
| Generalleutnant                                             | Friedrich-August Schack | 14 november 1944 | 13 december 1944 |
| Generalleutnant General der Infanterie (vanaf 1 maart 1945) | Erich Abraham           | 13 december 1944 | 18 april 1945    |